# Amedeo Bottaro
Amedeo Bottaro (Napoli, 1º maggio 1971) è un politico italiano, sindaco di Trani dal 2015.

## Biografia
Si laurea in giurisprudenza presso l'Università degli Studi di Bari nel 1996, ottenendo l'iscrizione all'Albo degli avvocati di Trani nel 2000. Diventato avvocato cassazionista nel 2002, dal 2009 è titolare di uno studio legale a Trani.
A Trani dal 1999 al 2003 è stato assessore nella giunta di Carlo Avantario. In occasione delle elezioni amministrative del 2015 è il candidato della coalizione di centro-sinistra per la carica di Sindaco di Trani. Dopo aver prevalso al primo turno, viene eletto primo cittadino al ballottaggio con una maggioranza del 75% dei voti. Dal 2016 al 2018 ricopre anche la carica di consigliere provinciale e nel 2017 aderisce al Partito Democratico.
Alle elezioni comunali del 2020 è confermato sindaco di Trani, venendo eletto al primo turno con oltre il 65% dei voti. Il 26 febbraio 2021 viene appiccato del fuoco al portone della sua abitazione.